# Taha Yassine Ramadan
 (novembre 2024).
Si vous disposez d'ouvrages ou d'articles de référence ou si vous connaissez des sites web de qualité traitant du thème abordé ici, merci de compléter l'article en donnant les références utiles à sa vérifiabilité et en les liant à la section « Notes et références ».
Pour les articles homonymes, voir Ramadan (homonymie).
Taha Yassine Ramadan al-Jizrawi (en arabe طه ياسين رمضان الجزراوي) né le 22 février 1938 à Mossoul et mort par pendaison le 20 mars 2007 à Bagdad, était un homme politique irakien, Vice-président de l'Irak de 1991 à 2003.
Il a survécu à plusieurs tentatives d’assassinats, notamment deux en 1997 et une en 1999.
Pendant la guerre d'Irak, le 19 août 2003, il est capturé à Mossoul par des combattants de l’Union patriotique du Kurdistan et remis aux forces américaines.
Il était accusé par des Irakiens en exil de crimes contre l'humanité, notamment dans son implication dans le meurtre de centaines de Kurdes en 1988. 
Son procès s'est ouvert le 19 octobre 2005. Il est condamné à la prison à vie le 5 novembre 2006. Son procès est renvoyé par la chambre d'appel à la chambre de première instance le 26 décembre 2006 pour nouvelle décision. Il est alors condamné à mort le 12 février 2007. Il est pendu le 20 mars 2007 à l'aube. 